# کوتوویتسه
کوتوویتسه (به چکی: Kotovice) یک منطقهٔ مسکونی در جمهوری چک است که در Plzeň-South District واقع شده‌است. کوتوویتسه ۹٫۷۷ کیلومتر مربع مساحت و ۲۶۶ نفر جمعیت دارد و ۳۶۸ متر بالاتر از سطح دریا واقع شده‌است.